# 鄺祖顏
鄺祖顏（？年—？年），萬曆時任四川順慶府岳池縣訓導，二十九年署縣事。是一位政治人物，明清時曾在四川順慶府岳池縣（位於今四川東北部，武周萬歲通天二年分南充、相如二縣置，是一個千年古縣）擔任官吏。